# Baked bean sandwich

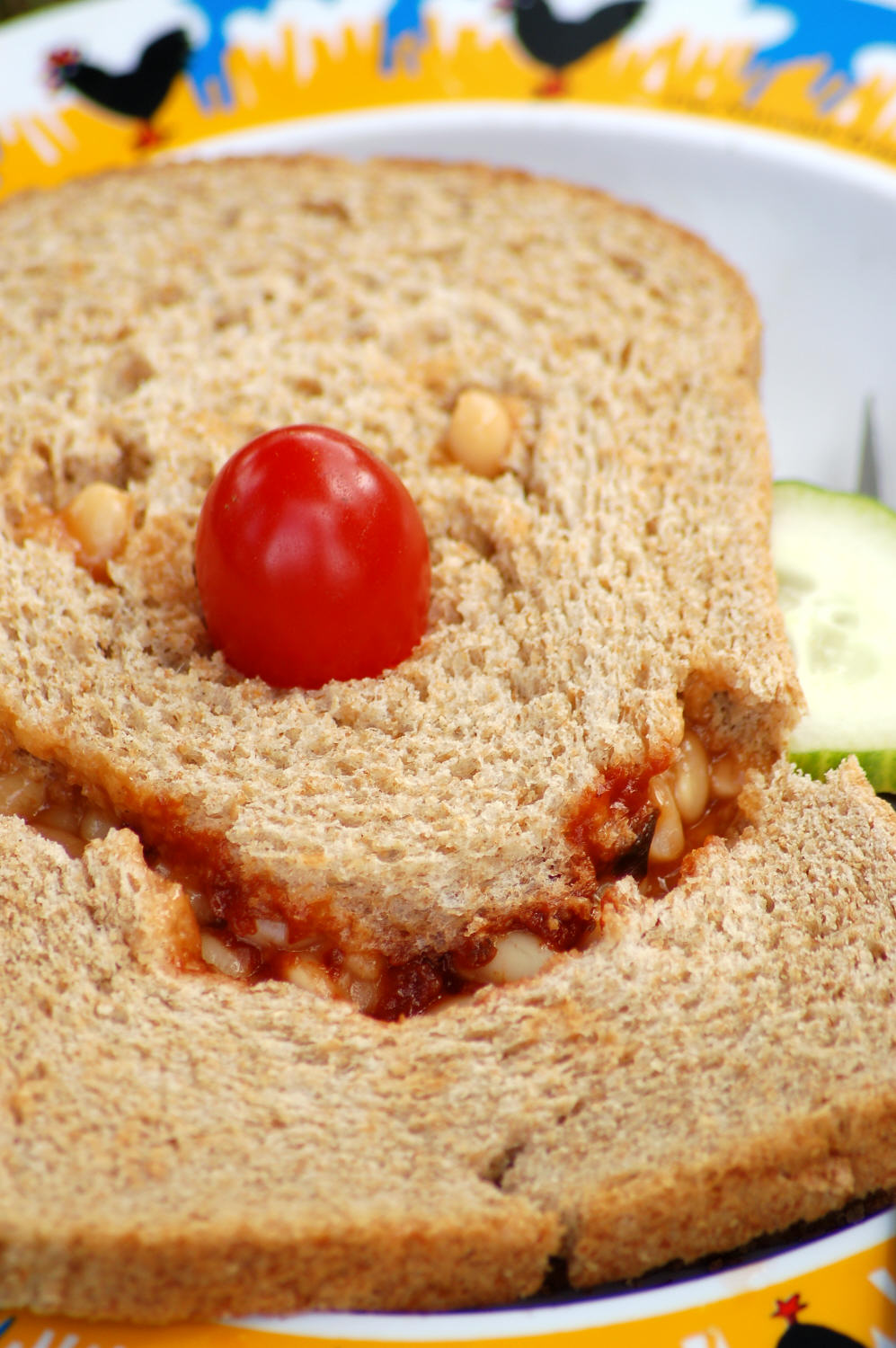
Baked bean sandwich.

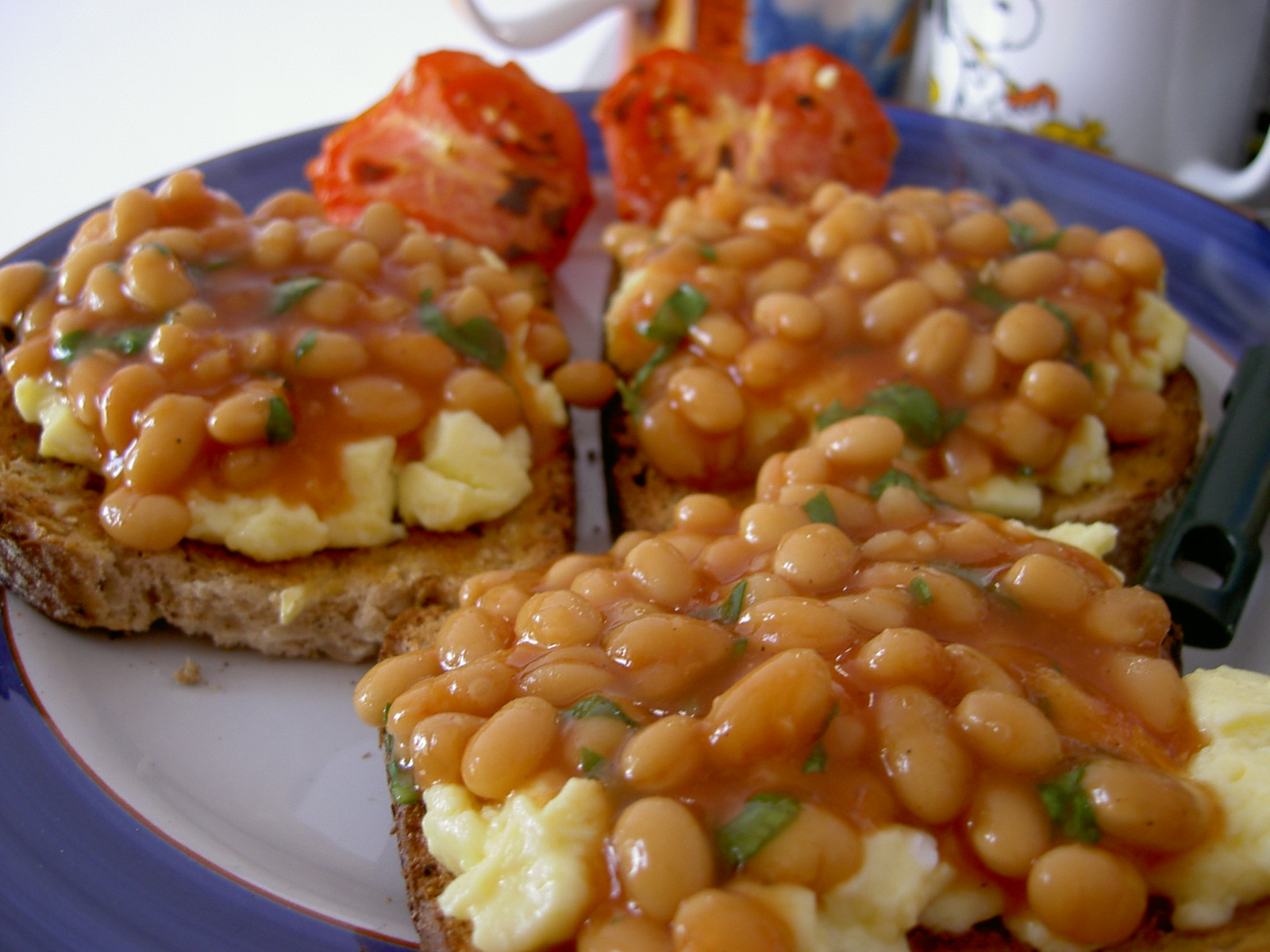
Tosta con baked beans.

El baked bean sandwich es un sandwich elaborado con baked beans (judías estofadas). Es un sandwich popular en Estados Unidos. 

## Características
Las judías estofadas se suelen preparar en salsa de tomate y cebollas. Se suele añadir a la salsa de las judías un poco de mostaza, perejil, etc. A veces se suelen comercializar conservadas en lata. Suelen, una vez cocinadas, expandirse entre dos rebanadas de pan (a veces tostadas) untadas ambas en mantequilla (a veces un poco de mahonesa en su lugar), y finalmente preparadas como un sandwich. Suele condimentase con pimienta negra, tomate y queso cheddar.